# Henk van Heukelum
Hendrik van Heukelum, detto Henk (L'Aia, 6 maggio 1879 – L'Aia, 28 aprile 1929), è stato un calciatore olandese naturalizzato belga.

## Carriera
Iniziò la carriera agonistica nel HBS dell'Aia.
Nel periodo nel quale militava nel Léopold venne selezionato per partecipare ai Giochi olimpici di Parigi 1900 nella squadra dell'Università di Bruxelles, riuscendo a vincere la medaglia di bronzo.

## Palmarès
| Anno | Manifestazione | Sede   | Evento | Risultato | Note |
| ---- | -------------- | ------ | ------ | --------- | ---- |
| 1900 | Olimpiadi      | Parigi | Calcio | Bronzo    |      |